# Tour d'Italie 1924
La 12e édition du Tour d'Italie s'est élancée de Milan le 10 mai 1924 et est arrivée à Milan le 1er juin. Long de 3 613 km, ce Giro a été remporté par l'Italien Giuseppe Enrici.

## Classement général
| Classement général final |                   |
| --- | ----------------- |
| \| 1. Giuseppe Enrici \| 143 h 43 min 37 s \| \| 2. Federico Gay \| à 58 min 21 s \| \| 3. Angiolo Gabrielli \| à 1 h 56 min 53 s \| \| 4. Secondo Martinetto \| à 2 h 13 min 51 s \| \| 5. Enea Dal Fiume \| à 2 h 19 min 00 s \| \| 6. Gianbattista Gilli \| à 2 h 59 min 00 s \| \| 7. Vitaliano Lugli \| à 3 h 28 min 32 s \| \| 8. Giovanni Rossignoli \| à 3 h 29 min 08 s \| \| 9. Ottavio Pratesi \| à 4 h 03 min 00 s \| \| 10. Alfredo Sivocci \| à 4 h 03 min 36 s \| \| 90 partants, 30 arrivés \| \| |                   |
| 1. Giuseppe Enrici | 143 h 43 min 37 s |
| 2. Federico Gay | à 58 min 21 s     |
| 3. Angiolo Gabrielli | à 1 h 56 min 53 s |
| 4. Secondo Martinetto | à 2 h 13 min 51 s |
| 5. Enea Dal Fiume | à 2 h 19 min 00 s |
| 6. Gianbattista Gilli | à 2 h 59 min 00 s |
| 7. Vitaliano Lugli | à 3 h 28 min 32 s |
| 8. Giovanni Rossignoli | à 3 h 29 min 08 s |
| 9. Ottavio Pratesi | à 4 h 03 min 00 s |
| 10. Alfredo Sivocci | à 4 h 03 min 36 s |
| 90 partants, 30 arrivés |                   |

## Étapes
| Étape     | Date     | Villes étapes      | km  | Vainqueur d'étape | Leader du classement général |
| 1re étape | 10 mai   | Milan – Gênes      | 300 | Bartolomeo Aymo   | Bartolomeo Aymo              |
| 2e étape  | 12 mai   | Gênes - Florence   | 307 | Federico Gay      | Bartolomeo Aymo              |
| 3e étape  | 14 mai   | Florence - Rome    | 284 | Federico Gay      | Federico Gay                 |
| 4e étape  | 16 mai   | Rome - Naples      | 249 | Adriano Zanaga    | Federico Gay                 |
| 5e étape  | 18 mai   | Potenza - Tarente  | 265 | Federico Gay      | Federico Gay                 |
| 6e étape  | 20 mai   | Tarente - Foggia   | 230 | Federico Gay      | Federico Gay                 |
| 7e étape  | 22 mai   | Foggia - L'Aquila  | 304 | Giuseppe Enrici   | Giuseppe Enrici              |
| 8e étape  | 24 mai   | L'Aquila - Pérouse | 296 | Giuseppe Enrici   | Giuseppe Enrici              |
| 9e étape  | 26 mai   | Pérouse - Bologne  | 280 | Arturo Ferrario   | Giuseppe Enrici              |
| 10e étape | 28 mai   | Bologne - Fiume    | 415 | Romolo Lazzaretti | Giuseppe Enrici              |
| 11e étape | 30 mai   | Fiume - Vérone     | 366 | Arturo Ferrario   | Giuseppe Enrici              |
| 12e étape | 1er juin | Vérone - Milan     | 313 | Alfredo Sivocci   | Giuseppe Enrici              |

## Sources
- (nl) Cet article est partiellement ou en totalité issu de l’article de Wikipédia en néerlandais intitulé « Ronde van Italië 1924 » (voir la liste des auteurs).